# 五所川原市立藻川小学校
五所川原市立藻川小学校（ごしょがわらしりつ もがわしょうがっこう）は、青森県五所川原市にあった公立小学校。

## 概要
1951年4月に三好村立三好小学校から分離して設立された小学校で、2004年3月31日に鶴ヶ岡小学校と統合した五所川原市立三好小学校の開校により廃校となった。主な進学先は、五所川原市立三好中学校だったが、こちらも廃校となった。
当校のスローガンは「すこやかに さわやかに」であり、このスローガンは校舎の正面に掲げられていた。校歌にも盛り込まれていた。
毎年6年生が多種多様な卒業制作（タイルモザイク、巨大木版画、トーテムポールなど）をし、それらを校舎に残していくのが伝統であった。校舎の取り壊しにあたり、それまでの卒業制作は三好小学校に保存される運びとなった。
現在跡地は更地となっており、卒業生によって建てられた校歌を記した石碑のみが存在している。

## 沿革
- 1951年（昭和26年）
  - 4月1日 - 三好村立藻川小学校として開校。
  - 6月26日 - 新校舎を落成。
  - 7月4日 - 新校舎へ移転。
  - 7月10日 - 校章を制定。
  - 9月28日 - 校舎落成式を挙行。
- 1954年（昭和29年）10月1日 - 町村合併に伴い、「五所川原市立藻川小学校」に改称。
- 1958年（昭和33年）8月16日 - 校歌（作詞：小野正文、作曲：清野健）を制定。
- 1959年（昭和34年）2月12日 - 校舎移転増改築落成式を挙行。
- 1963年（昭和38年）
  - 1月21日 - 牛乳給食を開始。
  - 2月17日 - パン給食を開始。
- 1968年（昭和43年）
  - 5月30日 - 校長室と保健室を設置。
  - 10月1日 - 完全給食を開始。
- 1969年（昭和44年）7月26日 - プールを落成し、完成式を挙行。
- 1973年（昭和48年）7月16日 - プール更衣室を落成。
- 1990年（平成2年）8月8日 - 体育館の内装工事を実施。
- 2004年（平成16年）3月31日 - 五所川原市立三好小学校への統合に伴い、閉校。